# Kostel Zvěstování Páně (Dobrš)
Kostel Zvěstování Páně či Zvěstování Panny Marie v Dobrši je římskokatolický filiální (dříve farní) kostel v obci Dobrš v okrese Strakonice. Původně románský, goticky přestavěný jednolodní kostel byl postaven v polovině 13. století a přestavěn po poškození okolo roku 1430. Z původní stavby se dochovala část zdiva lodi a portál na její západní straně.
Kostel se nachází při severním okraji obce Dobrš. Celý areál významně dotváří hřbitov ohraničený ohradní zdí. Kostel Zvěstování Panny Marie byl vždy bezvěžový, funkci zvonice plnila věž blízkého kostela sv. Jana a Pavla z přibližně stejné doby. Mezi oběma svatyněmi stojí rozlehlá pozdně barokní fara.

## Historie místa
Dobrš vznikla zřejmě již v raném středověku jako jedno z center kolonizace Šumavy. Předpokládá se existence hradiště díky strategické poloze vesnice i obou kostelů. První písemná zmínka o této vesnici pochází z roku 1352. Další z roku 1377, kdy Přibík z Dobrše, nejstarší známý člen rodu Koců z Dobrše, ustanovil faráře ke zdejšímu kostelu.
Jedná se o původně románsko-gotickou stavbu s renesanční přestavbou. Postavenou přibližně v letech 1230–1240. Z tohoto období pochází portál s obloučkovým vlysem. Roku 1420 byla stavba po poškození přestavěna raně goticky. Loď byla sklenuta roku 1561 a proběhly další renesanční úpravy Tomášem Rossi z Mendrisia. Kaple sv. Kateřiny byla přistavěna roku 1660, ve stejném roce byla také přistavěna sakristie.

## Vývoj kostela
Původně románský z poloviny 13. století (část zdiva lodi, portál na její západní straně). Poškozen kolem roku 1430, přestavba pozdně gotická. Loď klenuta roku 1651 T. Rossin z Mendrisia (pracoval též v blízkých Volenicích a Katovicích), v téže době přistavěna sakristie.

## Vzhled kostela
Jednolodní kostel, s pětiboce uzavřeným presbytářem se sakristií na severu. Kaple sv. Kateřiny se nachází po délce jižní strany lodi a márnice v západním průčelí. Západní průčelí má hladkou štítovou zeď, prolomenou kruhovým oknem a v její ose je románský portál s hlubokou profilovanou špaletou, završený půlkruhem, uvnitř sedlový s plným tympanonem rámovaným reliéfním obloučkovým vlysem. Na jižní straně lodi jsou kruhová okna. Na východní straně kaple sv. Kateřiny se nachází zazděné hrotové okno. Presbytář je podepřen jednou odstupněnými opěrnými pilíři, okna má vysoká hrotová s kružbami. Na východní straně sakristie se nachází renesanční pravoúhlý profilovaný portál s reliéfními znaky. Hrotová okna sakristie byla obnovena. Presbytář zaklenutý dvěma poli a kápěmi závěru křížovou klenbou má žebra o profilu vyžlabeného klínu, které se sbíhají na maskaronové konzoly, terčovité svorníky, v závěru s reliéfní hlavou Krista, pravděpodobně i s vypodobněním Zeleného muže. V presbytáři se pod omítkou skrývají nástěnné malby. Sakristie zaklenuta valeně s výsečmi a žebry. V lodi je valená klenba s lunetami a bohatým vzorcem oblounů, tvořících pletence, zdobené v místech uzlových proniků motivem akantu. Klenba se sbíhá na středové půlválcové přízední pilíře. Kruchta je nesená dvěma pilíři, podklenuta křížově, vybíhající jedním polem do severní strany lodi. Zábradlí kruchty bylo zřízeno současně s klenbou a je opatřeno krásnými ornamenty, například erbem Koců z Dobrše. Rovný parapet a konzola podpírají výběh, zdobený štukovaným ornamentem. Kaple sv. Kateřiny je zaklenuta valenou klenbou, naopak márnice valenou s výsečemi.
Původní románský presbytář byl zbořen a na jeho místě byl postaven ve 14. století nový gotický o dvou křížových polích s polygonálním zakončením.
Portály svědčí o tom, že kostel i kaple vznikly buď současně, nebo v malém intervalu, kdy byl románský sloh úplně vyvinut. Okna lodi jsou zohyzděná, nepodobná žádnému slohu. Dotýkají stropu a to nasvědčuje tomu, že starý kostel byl postaven s rovným stropem, o čemž dávají důkaz i malby na stěnách.
V areálu hřbitova tohoto kostela se nachází barokní kostnice.

## Interiér
Rozvilinový hlavní oltář se sochami sv. Petra a Pavla je raně barokní, vytvořen po roce 1700. Boční oltáře jsou pseudobarokní. Rozměrný barokní krucifix, dřevořezba Josefa Dietricha, byl vytvořen kolem roku 1725. Sousoší sv. Anny Samotřetí se nachází na triumfálním oblouku, vysocháno před polovinou 18. století. Je zde barokní socha Madony. Pozdně gotická kamenná křtitelnice je se štítky a s dřevěným víkem z první poloviny 18. století. Sloupek na almužny je z roku 1711. V kapli sv. Kateřiny se nachází malý oltář s točitými sloupky a sochami dvou sv. Biskupů, z poloviny 18. století a rokokový oltářík se sochami sv. Václava a Víta. V sakristii je gotická socha Madony s dítětem kolem roku 1500, restaurovaná prof. Karlem Strettim ze Školy restaurování sochařských a malířských děl Akademie výtvarných umění v Praze. Jsou zde i náhrobníky z 18. a 19. století. Malovaný deskový epitaf Kateřiny Tomkové z Kynšperku, z roku 1599, byl resturován Vyšší odbornou školou restaurování a konzervačních technik v Litomyšli. Do kamenných kružeb oken byly v 70. letech 20. století vsazeny 3 nové vitráže od výtvarníků Bohumila Eliáše a Kapky Touškové.

## Galerie

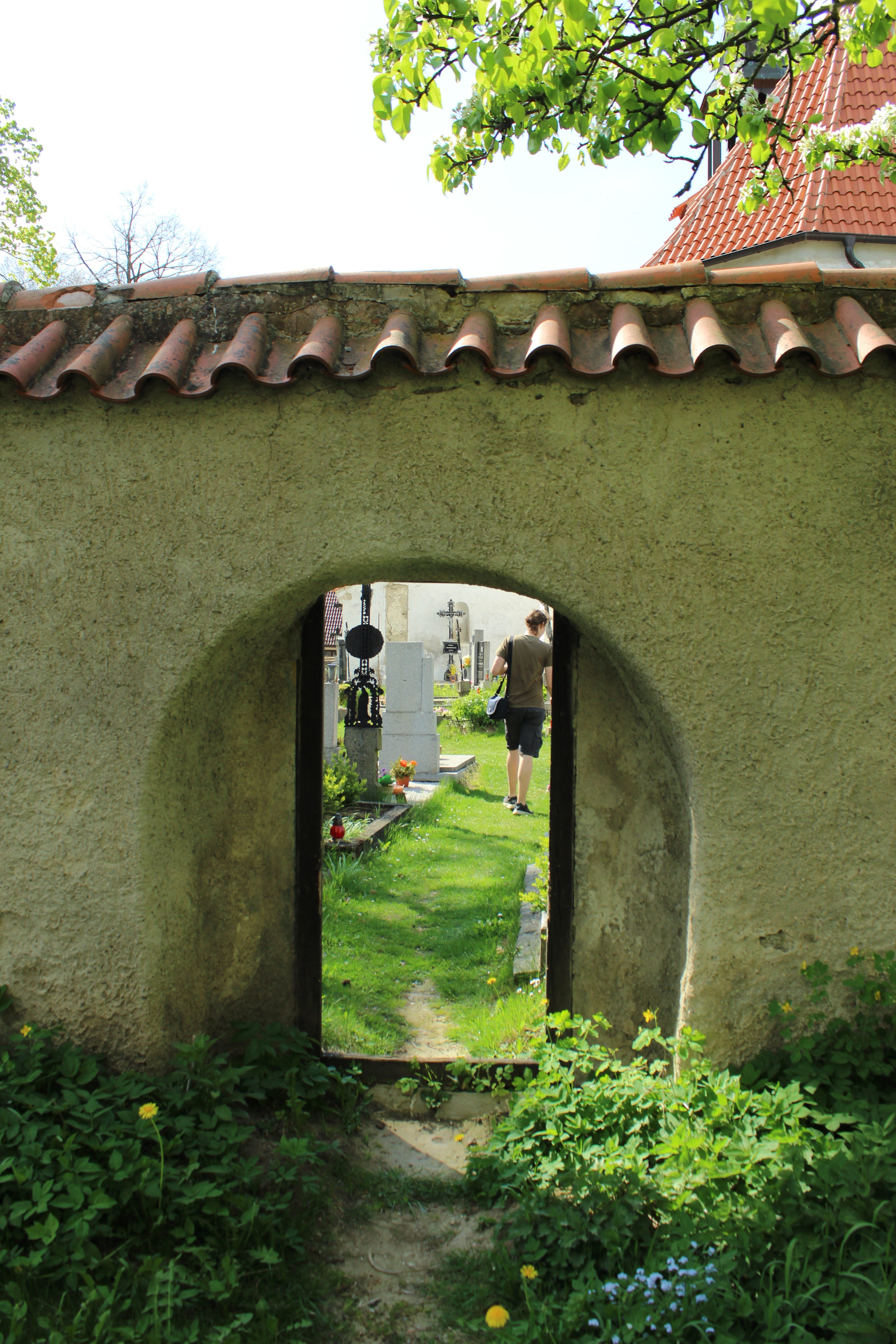
Branka na hřbitov u kostela Zvěstování Panny Marie v Dobši
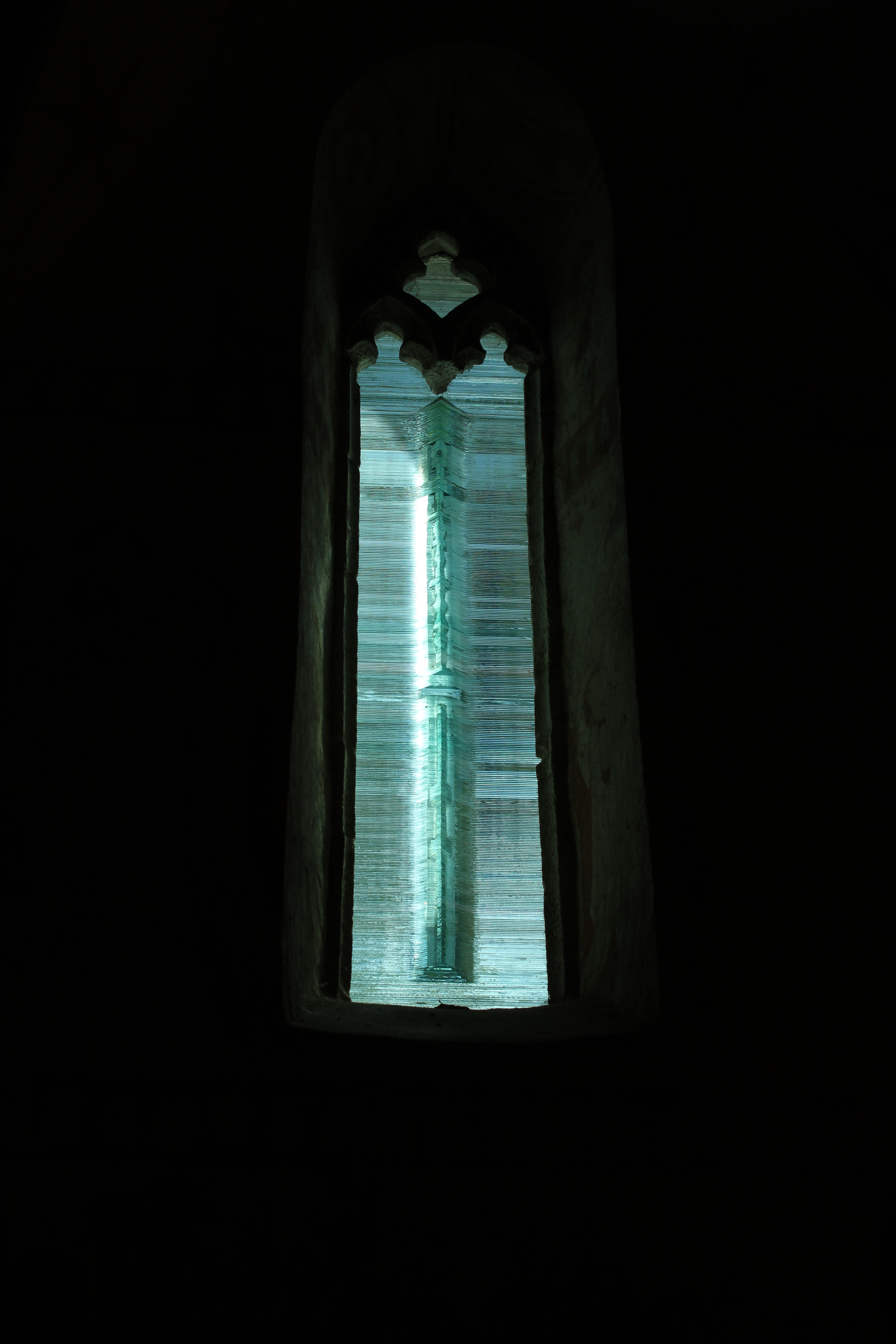
Dochované okno v interiéru kostela s novodobou vitráží.
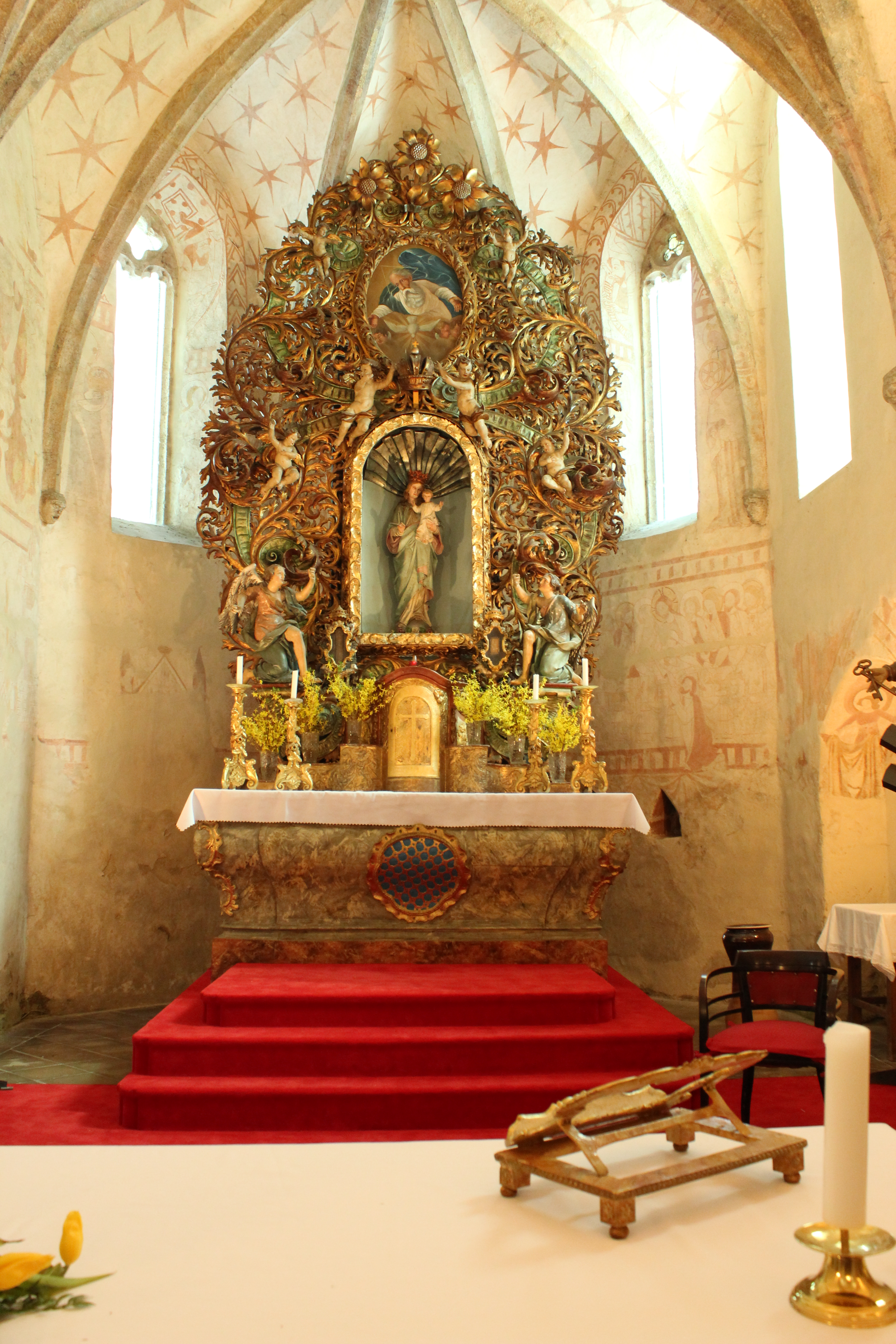
Gotická část z roku 1320, oltář
Oltář v kapli
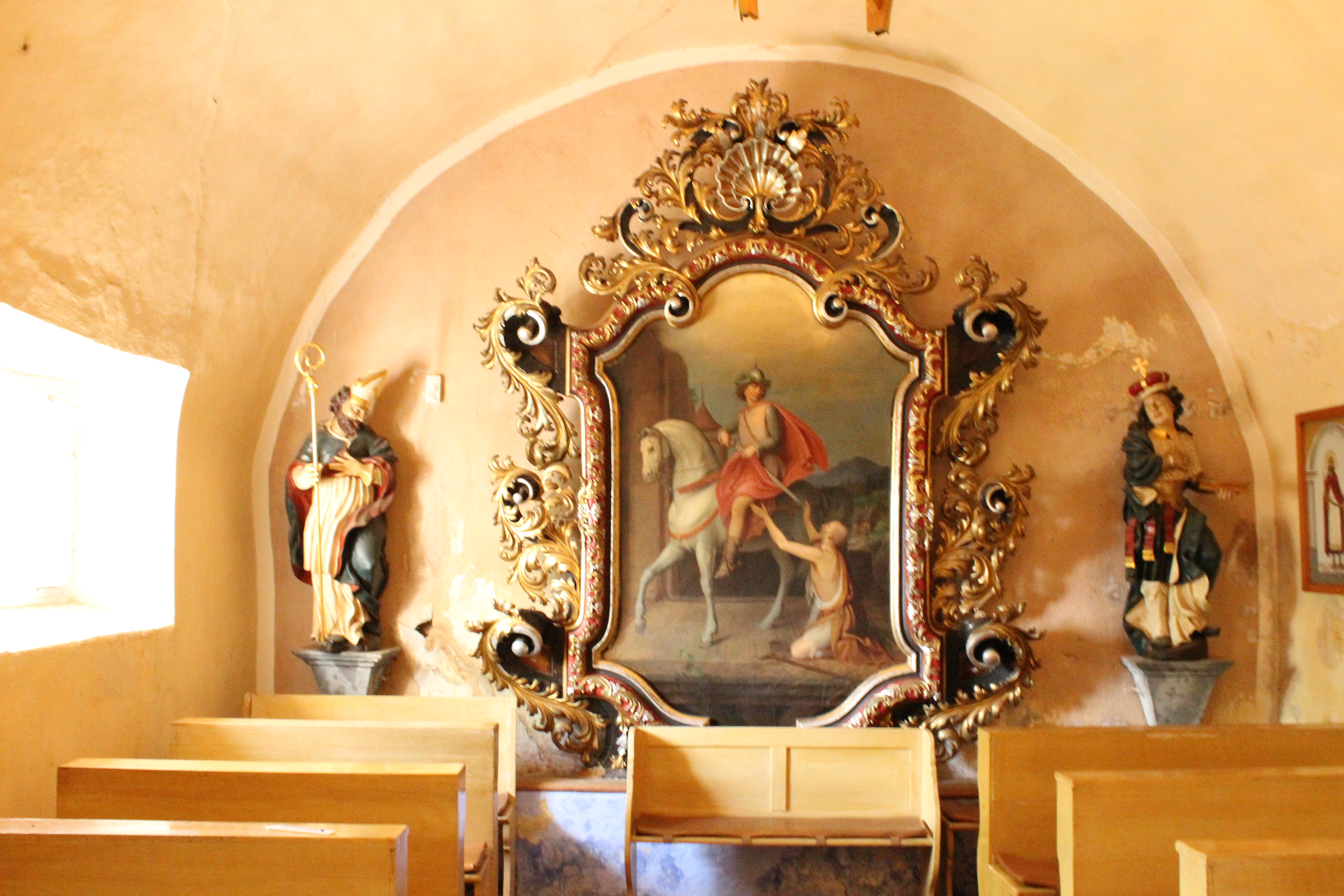
Stěna naproti oltáři v kapli, kostel Zvěstování Panny Marie (Dobrš)
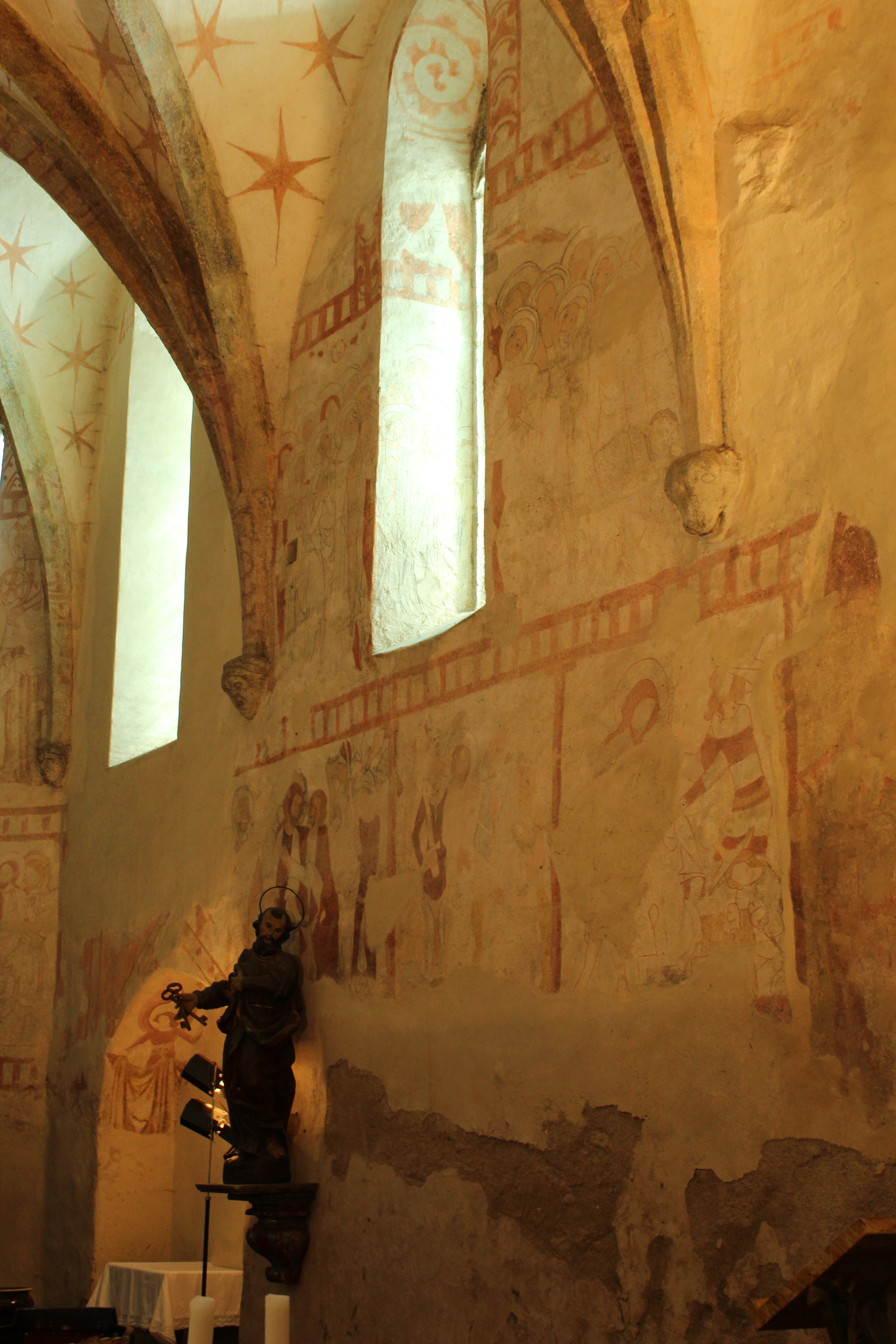
Klenba kostela
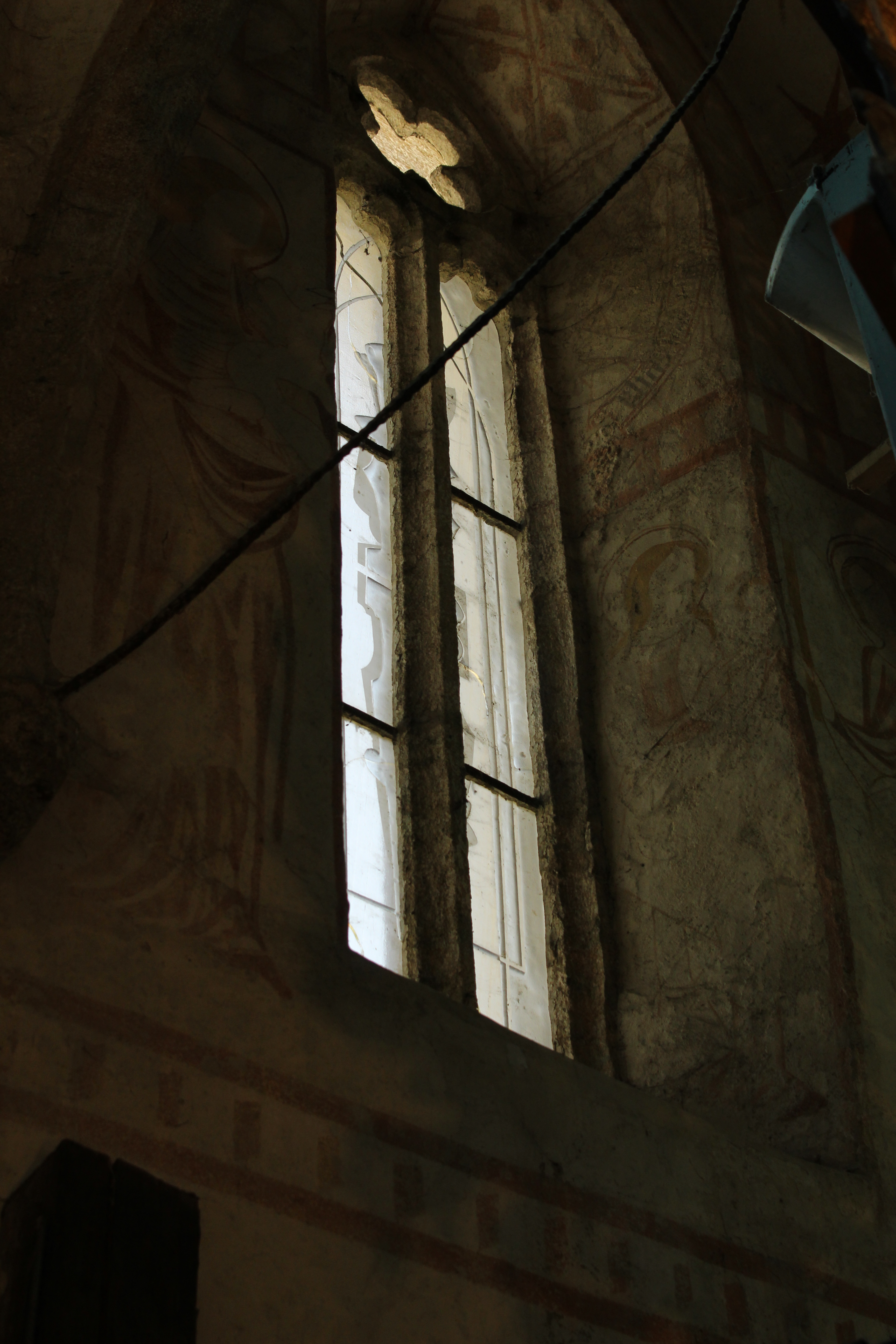
opravené okno
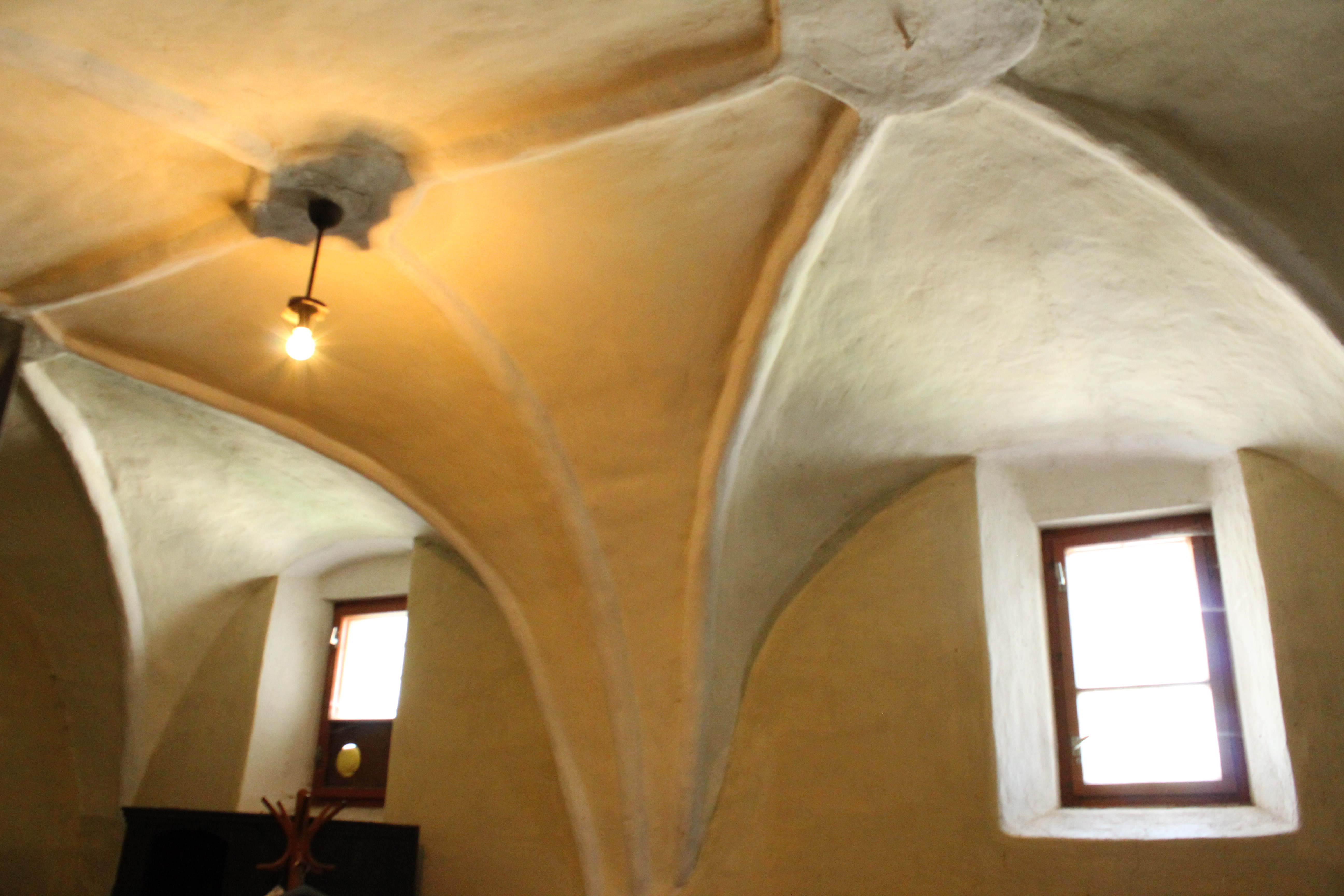
Klenba kostela
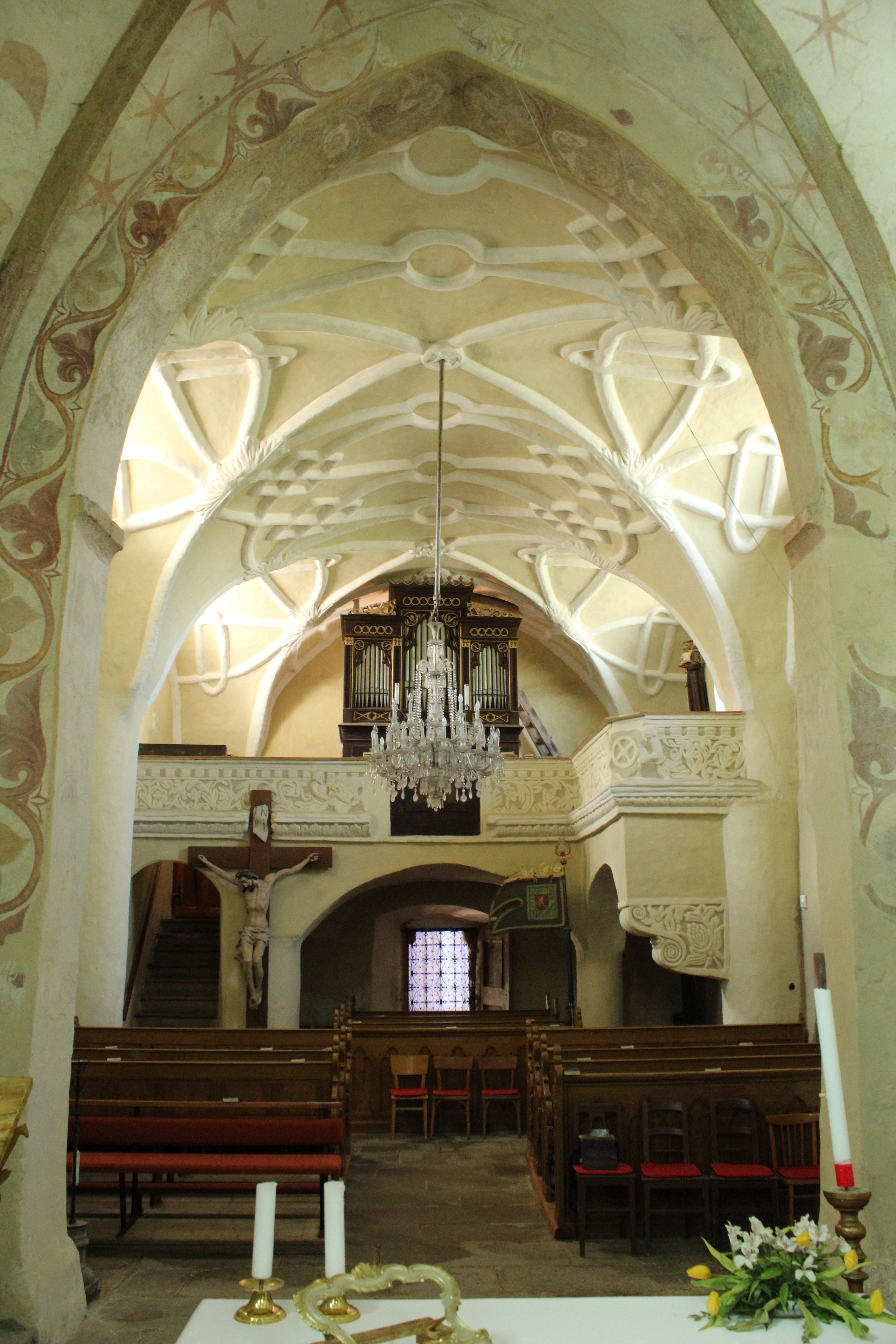
Pohled od oltáře
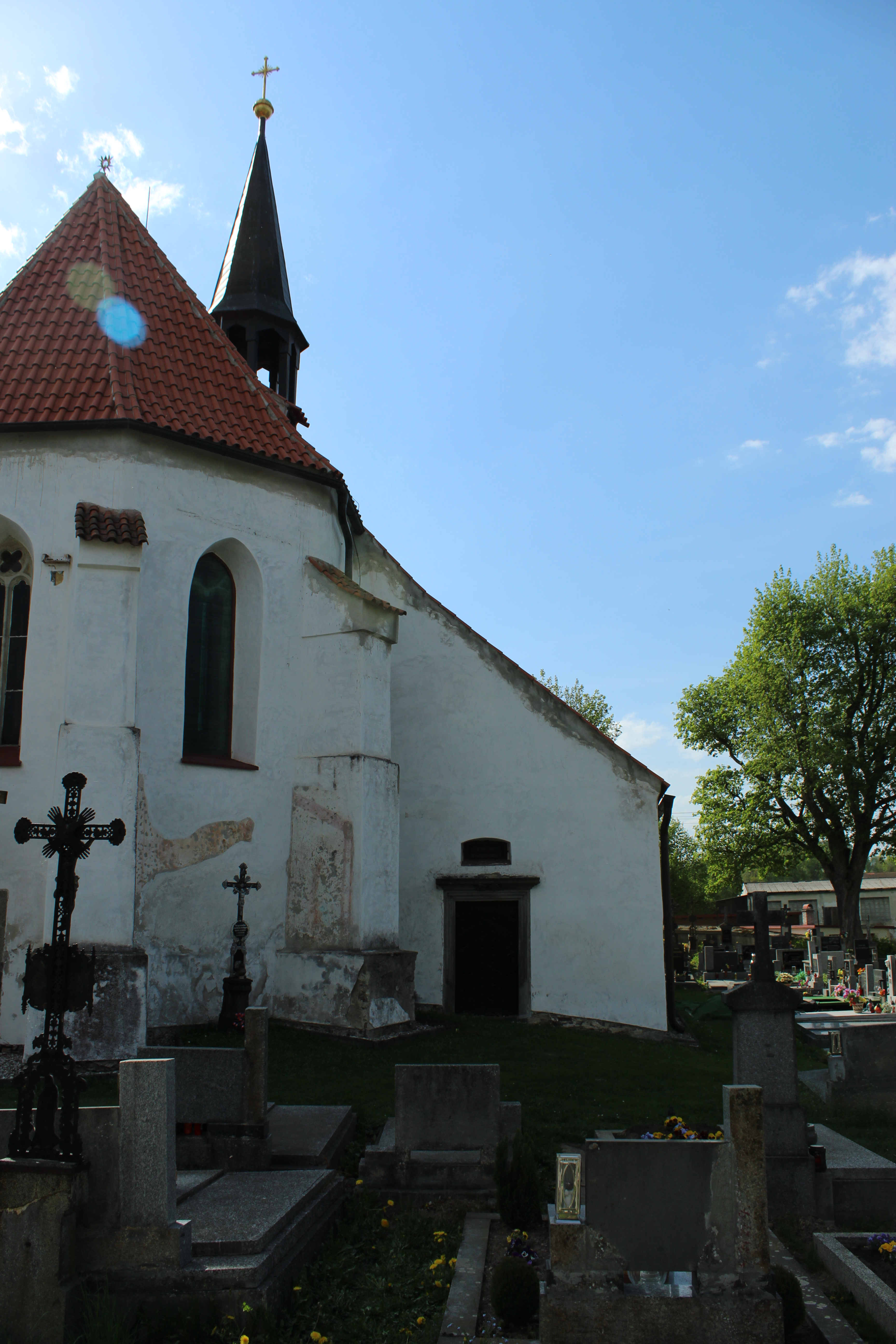
Kostel Zvěstování Panny Marie v Dobši
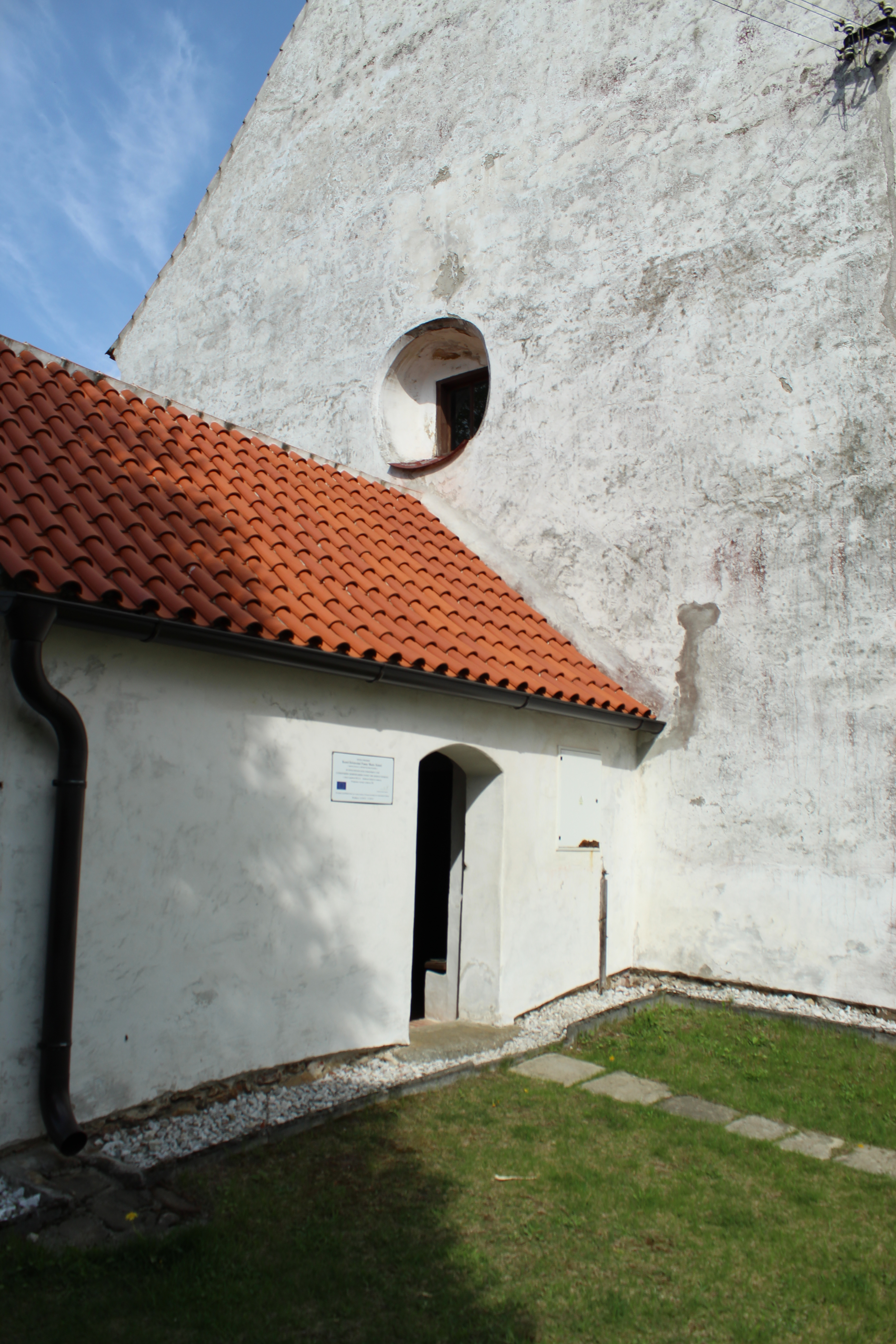
Kostel Zvěstování Panny Marie v Dobši, exteriér
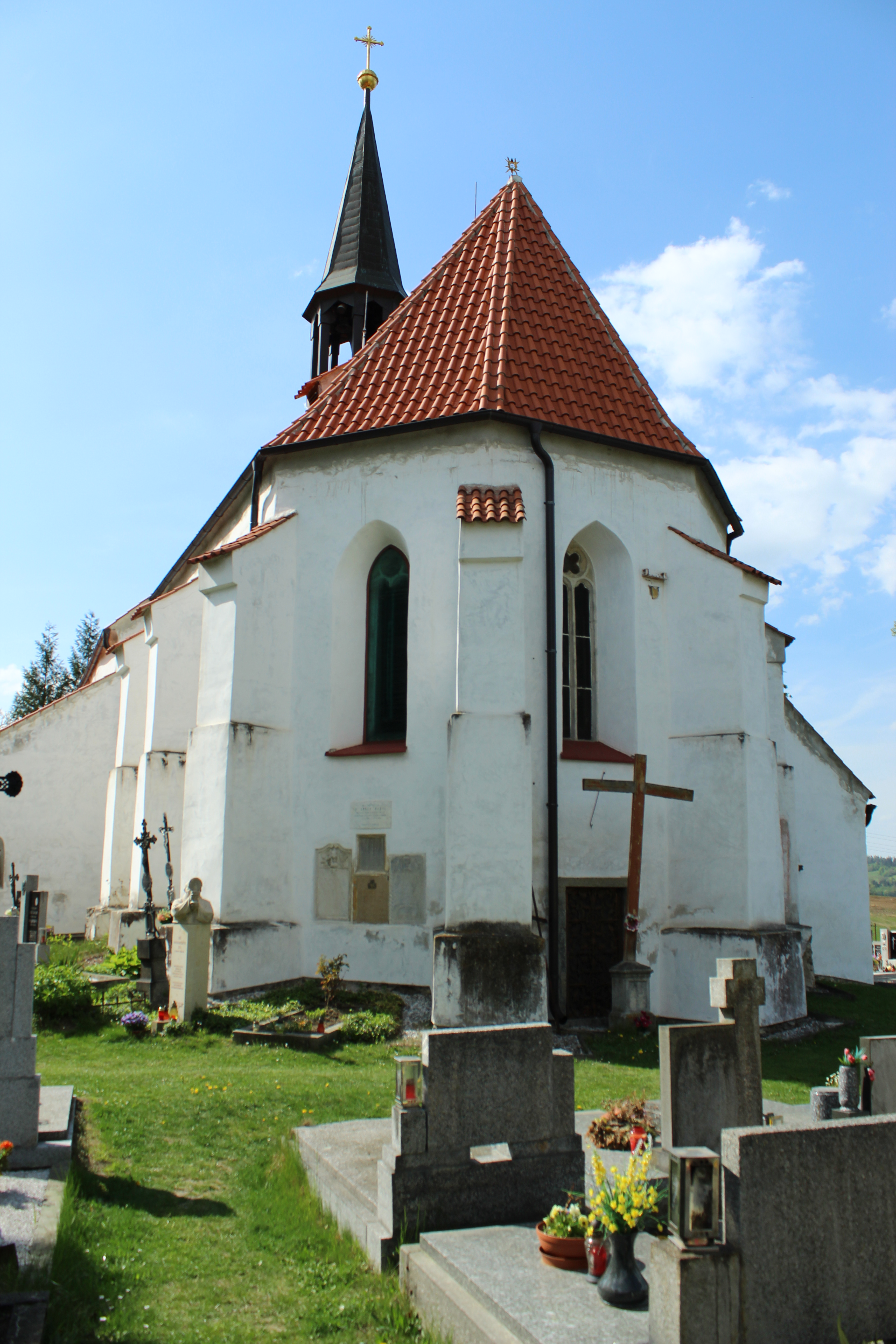
Kostel Zvěstování Panny Marie v Dobši
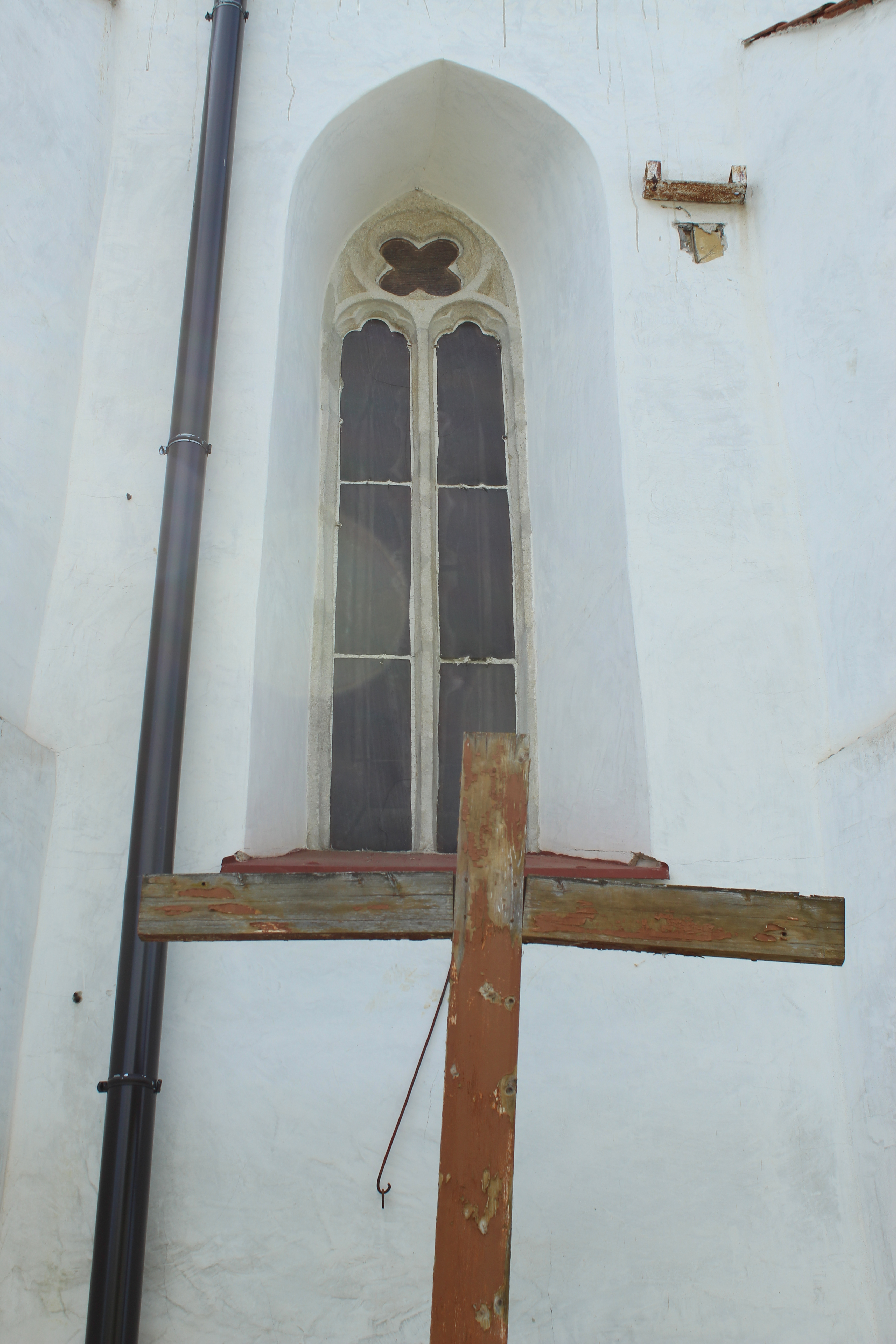
Okno kostela
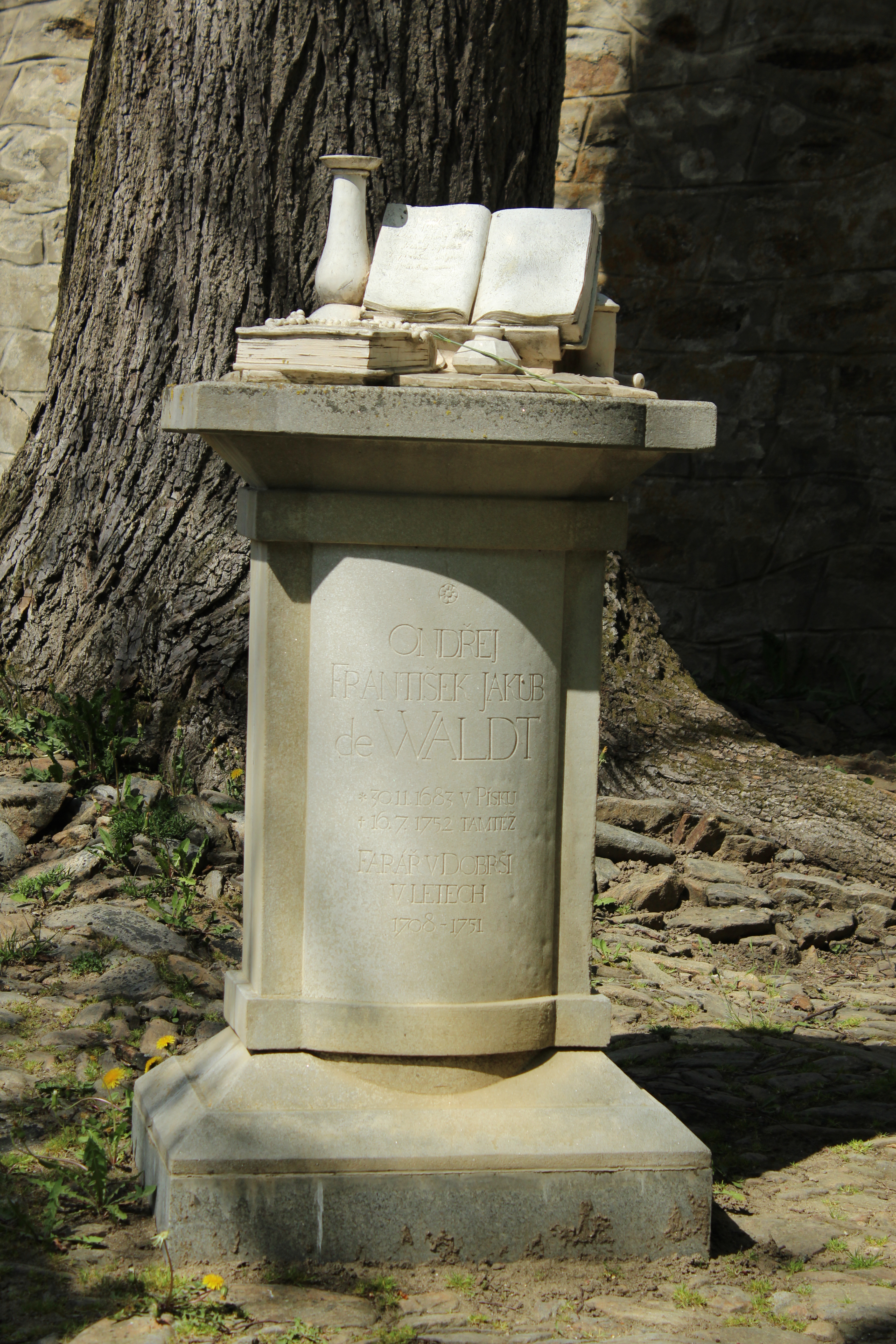
Pomník F. de Waldt r.2002
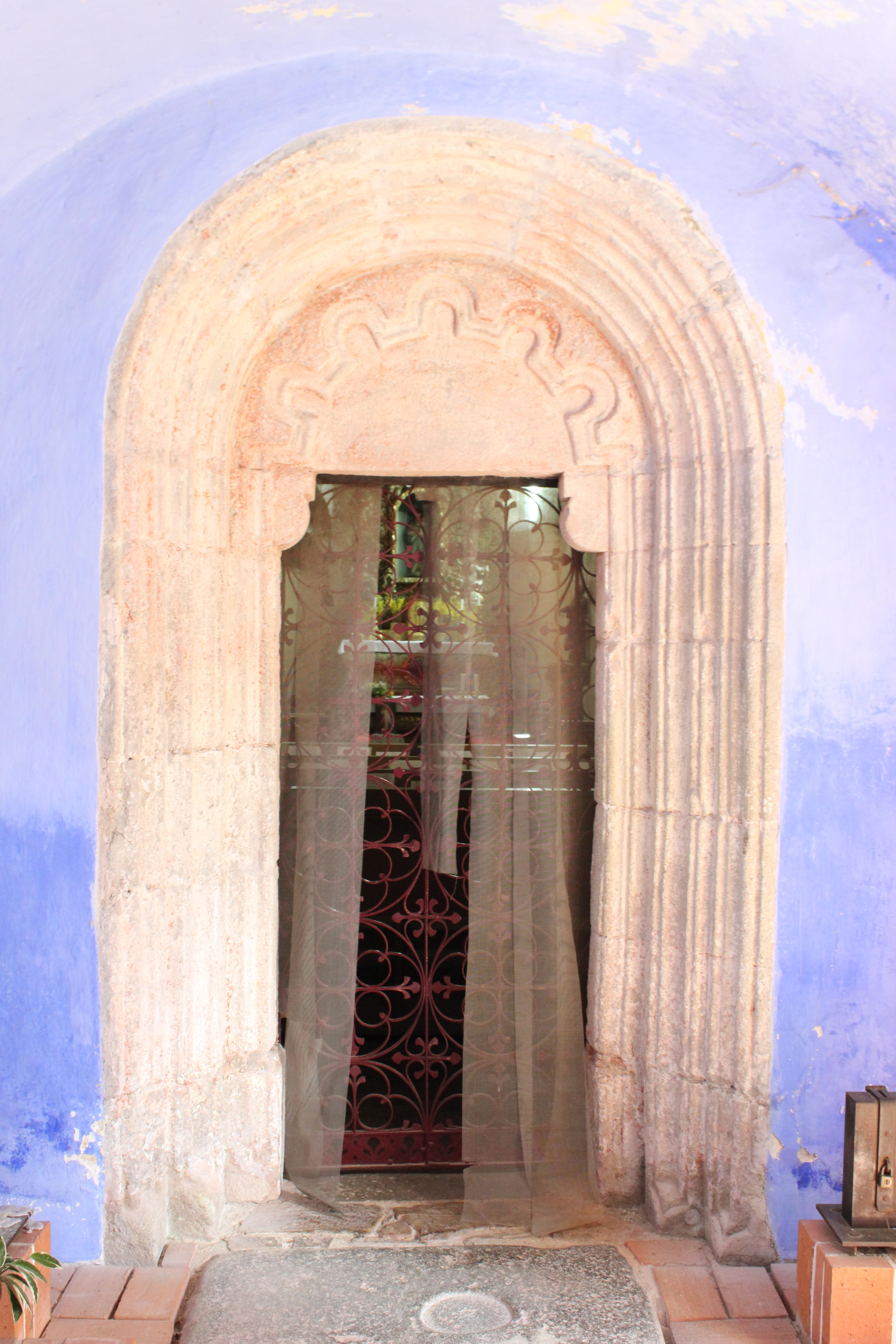
Kostel Zvěstování Panny Marie v Dobši, Západní portál
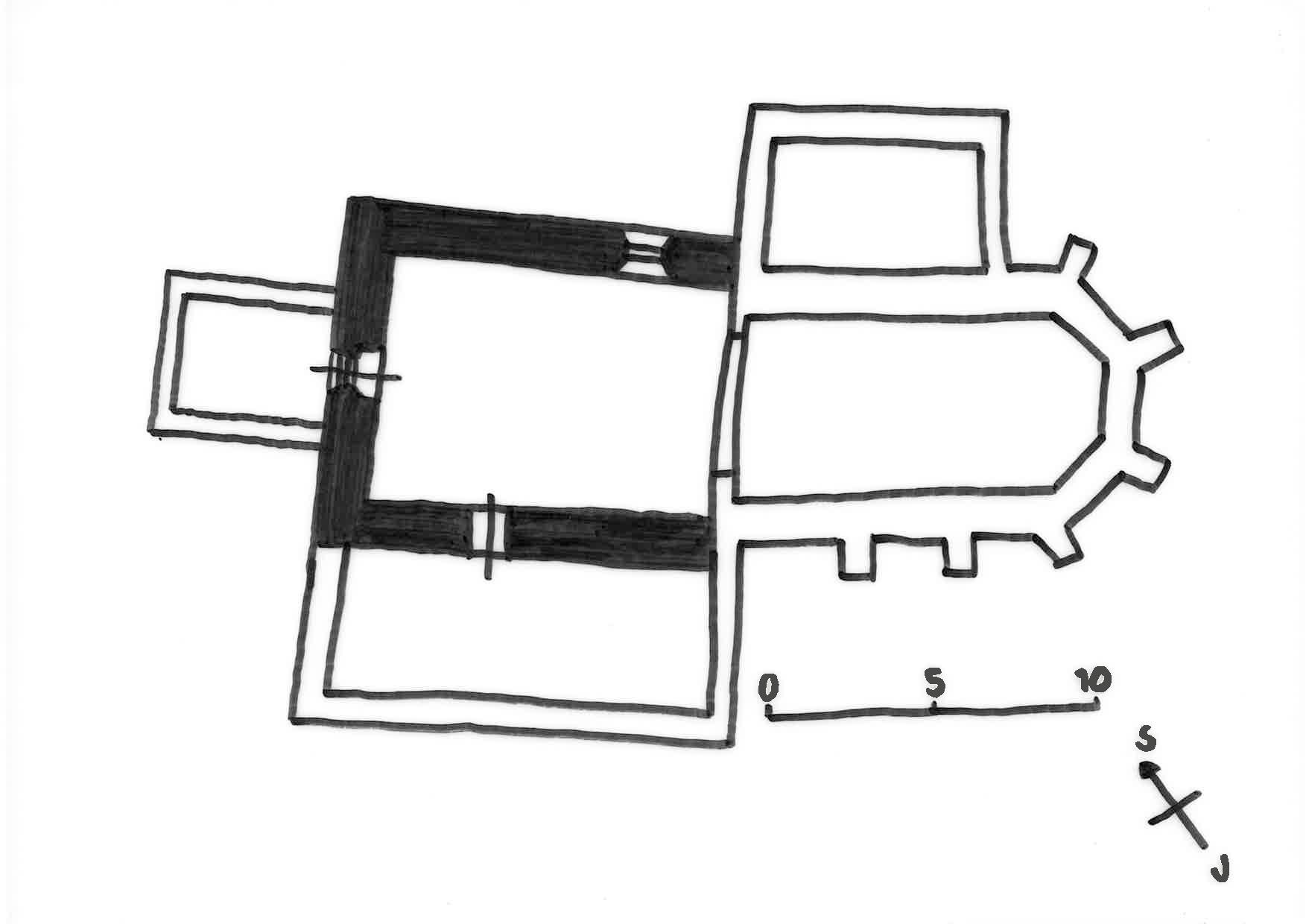
Půdorys kostela